# Grzegorz Pojmański
Grzegorz Pojmański, poljski astronom, * 16. april 1959, Varšava, Poljska.

## Delo
Pojmański dela na Univerzi v Varšavi. Skupaj s profesorjem Bohdanom Paczyńskim je razvil projekt All Sky Automated Survey (ASAS). Ta sistem po celotnem nebu nadzoruje približno 10 milijonov zvezd z navideznim sijem manjšim od 14. Samodejni daljnogled tega sistema se nahaja na Observatoriju Las Campanas v Čilu. Uporablja pa se lahko s pomočjo interneta.
S pomočjo tega sistema je odkril že dva kometa C/2004 R2 (ASAS) in C/2006 A1 (Pojmański).